# Jean-Baptiste Bessières
Jean-Baptiste Bessières, hertig av Istrien, född 6 augusti 1768 och död 1 maj 1813, var en fransk militär. Han var bror till Bertrand Bessières.
Bessières tjänstgjorde först i Ludvig XVI:s konstitutionella garde, deltog därefter i flera fälttåg och kom 1796 till italienska armén, där han genom sin tapperhet ådrog sig Napoleon I:s uppmärksamhet och vann hans förtroende. 
Efter segern i slaget vid Rivoli 1797 sändes Bessières med de erövrade fanorna till Paris. I tåget till Egypten deltog Bessières som brigadgeneral och utmärkte sig i slagen vid Abukir och S:t Jean d'Acre. 
I slaget vid Marengo var Bessières sekundchef för konsulgardet och bidrog genom ett kavallerianfall till segern. Han blev divisionsgeneral 1802 och marskalk 1804. Bessières deltog som generalöverste för gardeskavalleriet med utmärkelse i nästan alla Napoleons fälttåg. 
Sitt första självständiga befäl fick Bessières i Spanien 1808 och vann där segern i slaget vid Medina del Rio seco. I slaget vid Esslingen 1809 hejdade Bessières genom upprepade kavallerichocker österrikarnas anfall och blev samma år utnämnd till hertig av Istrien. 
I Nederländerna återtog Bessières därpå Vlissingen från britterna. I Ryssland 1812 förde Bessières befälet över gardeskavalleriet och utmärkte sig både i slaget vid Borodino och under återtåget. 1813 blev Bessières chef för hela kavalleriet men stupade i fälttågets början under en rekognoscering vid Rippach, utanför Lützen.